# La Colline (Casablanca)
Pour les articles homonymes, voir La Colline.
 (août 2011).
Si vous disposez d'ouvrages ou d'articles de référence ou si vous connaissez des sites web de qualité traitant du thème abordé ici, merci de compléter l'article en donnant les références utiles à sa vérifiabilité et en les liant à la section « Notes et références ».
Le quartier de La Colline est un quartier huppé de Casablanca (Maroc). Situé au cœur du nouveau centre d'affaires de la ville, le quartier est à mi-chemin du centre ville et de l'aéroport international de Casablanca.
À proximité on trouve aussi bien : 
- des quartiers « chics » comme le quartier de « Californie » ;
- des quartiers au standing moyen  comme « Mandarona » ;
- des quartiers populaires comme le lotissement Al Moustakbal.